# Vela (Dolj)
Pour les articles homonymes, voir Vela.
Vela est une commune du județ de Dolj en Roumanie.